# MIDI 컨트롤러

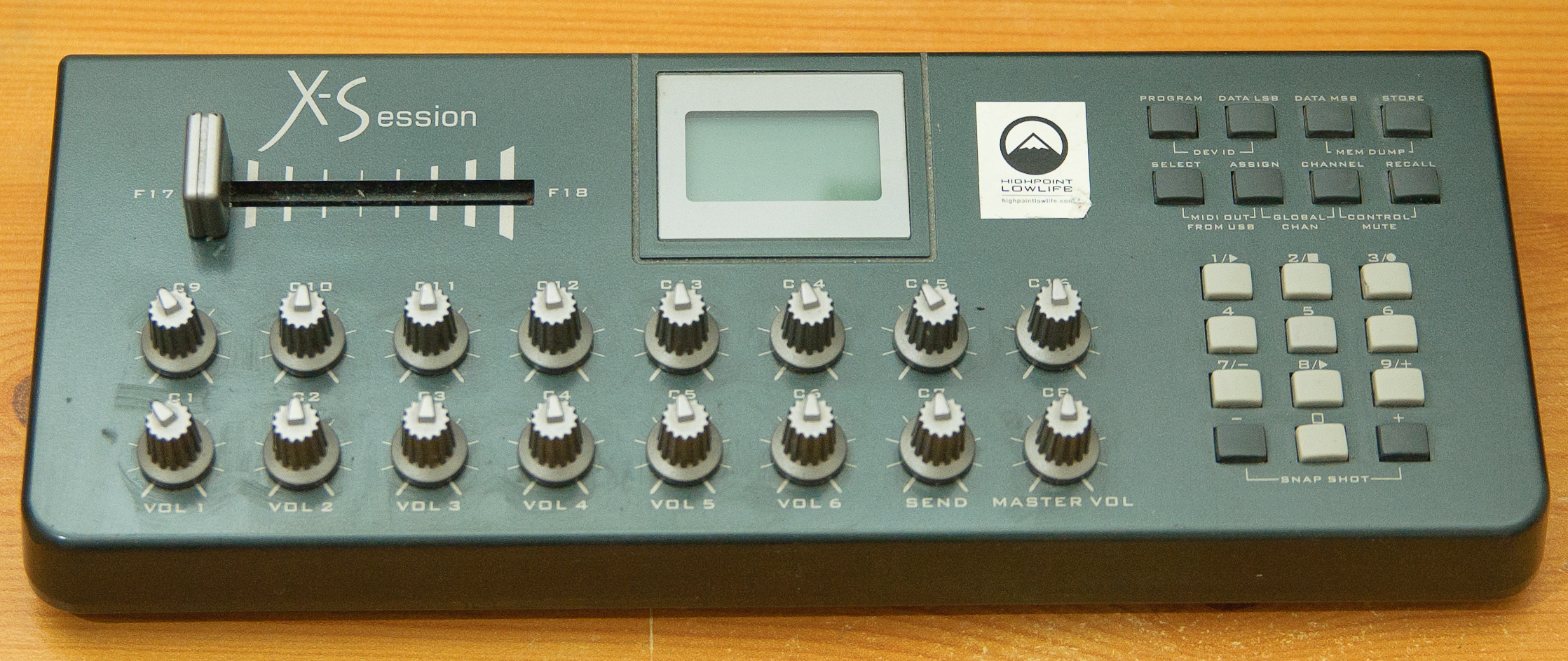

MIDI 컨트롤러(MIDI controller)는 MIDI 신호를 생성하는 기기이다. 보통 키보드 형태이나, 키보드 말고도 매우 다양한 형태가 존재한다. 몇 가지를 나열하면 다음과 같다.
- MIDI Keyboard Controller: 흔히 마스터 키보드라고 부르는 그것이다. 음원이 없으므로 소리는 안난다.
- MIDI Pad Controller: AKAI Professional의 MPC류의 샘플러나 리듬머신에 달려있는 그 패드만 있는 컨트롤러.
- MIDI Drum/Percussion Controller: 드럼, 타악기 컨트롤러.
- MIDI Guitar Controller: 기타 형태의 컨트롤러. 별도로 제작된 제품보다 MIDI 신호를 만드는 MIDI Pickup을 기타에 장착하는 형태로 된 것이 많다.
- MIDI Wind Controller: 관악기 형태의 컨트롤러. 국내에서는 T-Square 덕에 알려졌다. 크게 목관악기형과 금관악기형으로 나뉜다.
- MIDI Violin Controller: 바이올린 형태의 컨트롤러. MIDI Guitar Controller와 같이 원래 악기에 MIDI Pickup을 장착하는 형태가 많다.
- MIDI Surface Controller: 각종 노브와 페이더가 왕창 붙은 컨트롤러. 목적은 당연히 MIDI 트랙을 제어하는 것이다.
- 그 밖에 정말 드물지만 하모니카, 아코디언 형태의 컨트롤러도 등장한 적이 있다.